# Obeliscul Sfânta Ecaterina
Obeliscul Sfânta Ecaterina este un monument istoric din Timișoara.

## Istorie
Obeliscul a fost ridicat în 1763 pe locul unde a existat altarul fostei biserici gotice cu hramul Sfintei Ecaterina.
Biserica este menționată în lista dijmelor papale din anii 1332-1337 din dieceza Cenadului. Conform unei legende, în cripta fostei biserici ar fi fost înmormântată Maria de Bytom, soția regelui Carol Robert de Anjou, care avea în acea vreme reședința la Timișoara, însă aceasta doar a decedat la Timișoara, fiind înmormântată în cripta regală a Basilicii Székesfehérvár.

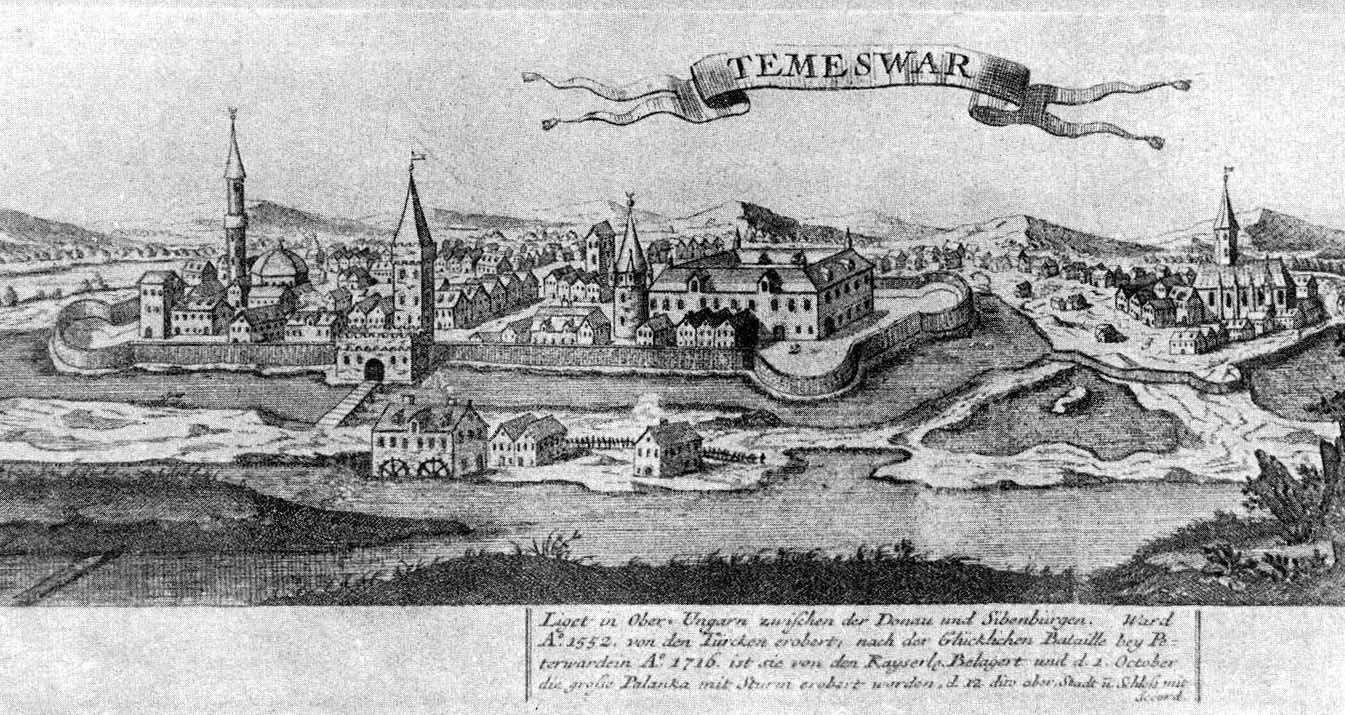
Litografie din 1716. În dreapta, în afara cetății, se poate observa Biserica gotică Sfânta Ecaterina

În timpul stăpânirii otomane, biserica a fost transformată în moschee, până în 1716, când după Timișoara a fost cucerită de Imperiul Habsburgic. După cucerire,  edificiul a fost folosit ca depozit de sare, apoi ca pulberărie, în 1722, biserica fiind oferită Ordinului Franciscan. În 1744, când construcția cetății a ajuns până la vechea suburbie Palanca Mică, administrația a informat franciscanii, la data de 31 decembrie 1744, că "în decurs de un an biserica Ecaterina și mănăstirea vor fi demolate din cauza continuării construcției cetății" (in germană: „binnen Jahresfrist die Katharinenkirche und das Kloster wegen Fortsetzung des Festungsbaues rasiret werden”), până în 1753 complexul fiind demolat complet, franciscanii primind un teren pentru construcția altei biserici abia opt ani mai târziu, în 1752.
Aceștia au construit o nouă biserică închinată Sfintei Ecaterina între 1756 și 1774, aflată azi în Cartierul Cetate, pe str. Bolyai Janos, nr. 6.
Pe locul altarului fostei biserici a fost ridicat în 1763 obeliscul cu trei fețe, așezat pe un soclu baroc, și cu o cruce de fier în vârf, având inscripții în limba latină pe cele trei laturi ale soclului.
Obeliscul a fost deteriorat în vremea Asediului Timișoarei, din timpul Revoluției Maghiare de la 1848-1849, fiind restaurat în anul 1851. Până în anii 1930 a rămas pe amplasamentul inițial, în fața Școlii de Fete (în prezent Liceul Pedagogic „Carmen Sylva”). În anul 1933, cu ocazia lărgirii bulevardului C. D. Loga, obeliscul a fost demontat, fiind menționat faptul că, în noiembrie 1938, acesta se afla de 4 ani de zile dezmembrat, zăcând pe iarbă, în fața Vilei Szana, cu toate că reasamblarea lui fusese hotărâtă de mai multe ori. În urma unei petiții a Ordinariatului Episcopal din Timișoara, în acel an a fost începută restaurarea monumentului, lucrările fiind preluate de către sculptorul în piatră Karl Kendlhoffer, monumentul fiind menționat în iunie 1939 ca deja restaurat, fiind mutat câțiva metri, înspre parc, față de locul său original.
În anii 1960 obeliscul a fost mutat în cimitirul din Calea Lipovei, unde se găsește până în prezent. Motivul ar fi fost inceperea construcției vilei de protocol din Timișoara a lui Nicolae Ceaușescu, obeliscul aflându-se pe terenul unde urma să fie construită clădirea.

## Descriere
Obeliscul prezintă o tipologie clasică în repertoriul iconografic și decorativ prin forma piramidală cu trei laturi, soclul pe care se sprijină partea superioară se termină într-un piramidion și crucifix. Partea mediană este decorată cu volute puternic profilate ce încadrează inscripțiile latine ce fac aluzie la momentul și ocazia ridicării monumentului. Soclul monumentului prezintă urme ale unor chenare decorative, iar în vârful piramidei un cartuș decorează una dintre fațete. Nu se cunoaște autorul și nici un document nu atestă donatorul.
Obeliscul se află într-o stare avansată de degradare din cauza materialului friabil din care a fost executat, acesta fiind realizat din gresie.
Acesta prezintă urmatoarele inscripții:

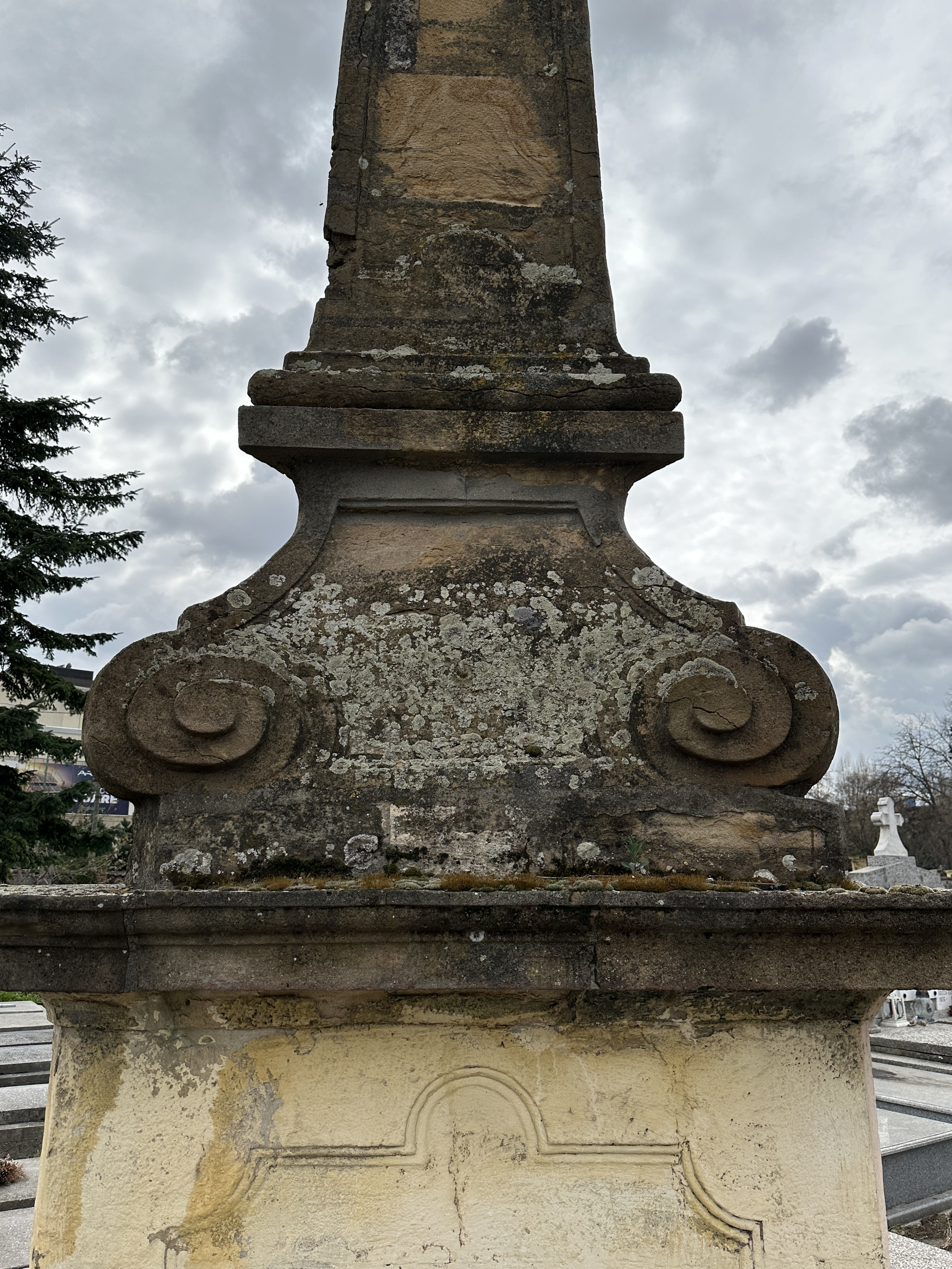

- Trophaeum solo aequatae sacrae aedis Chatarinensis, in qua sacrificare Deo florente Eugenio, Carolo sexto dominante Signo Reformatos Fratres coepisse Minores

Monumentul bisericii Sfânta Ecaterina egal făcut cu pământul, în care Dumnezeului s-a sacrificat, pe timp când Eugen era în floarea vieții, din ordin sub domnitorul Carol al – IV – lea frații împuținați au început să-l reconstituie

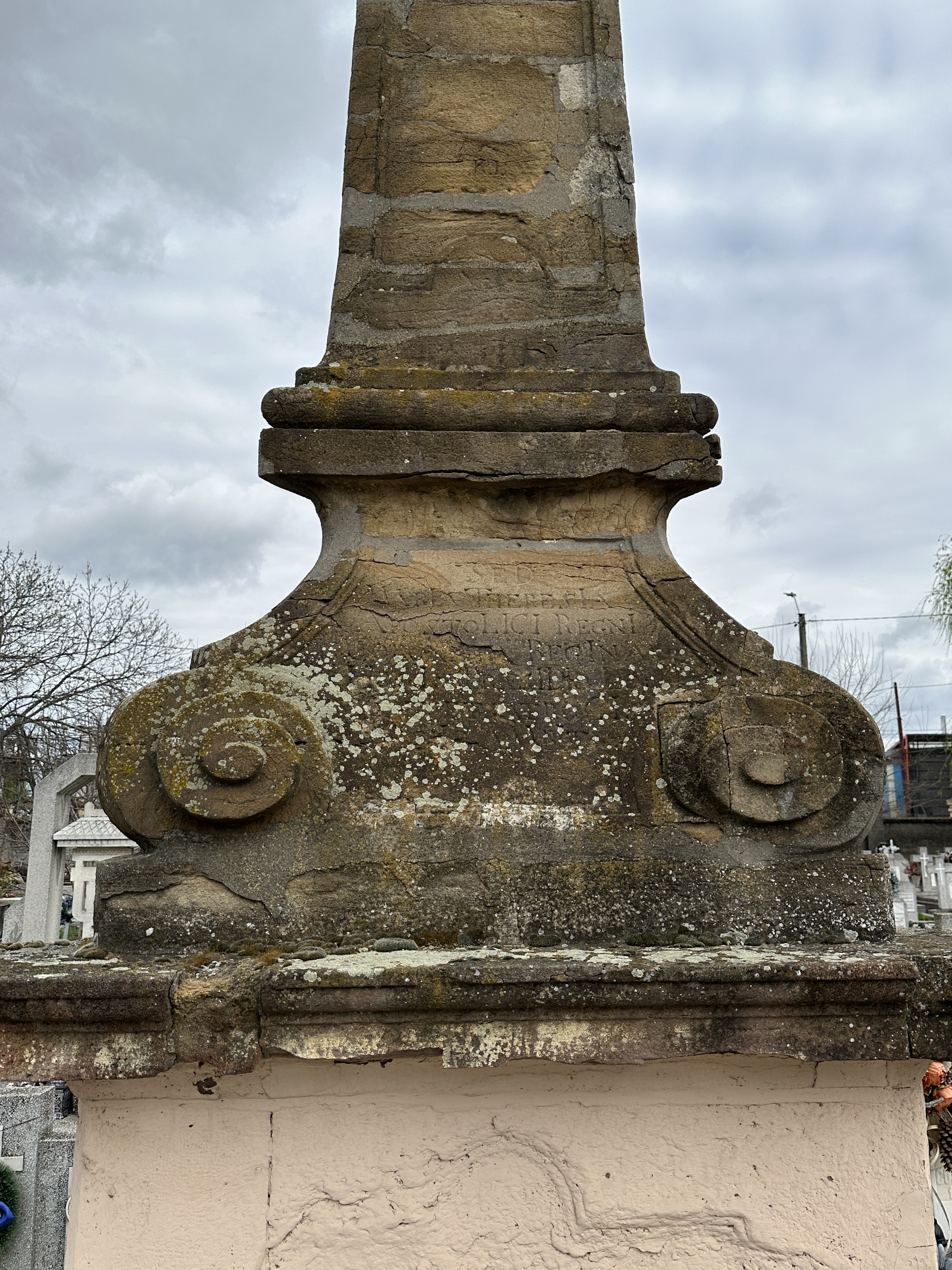

- Sed Maria Theresia apostolica Regni coronata Regina, hos in praesidio locat et patrocinio ambit

Iar Maria Tereza, regina încoronată pentru a împărăți, i-a luat pe aceștia în scut și pus la adăpost

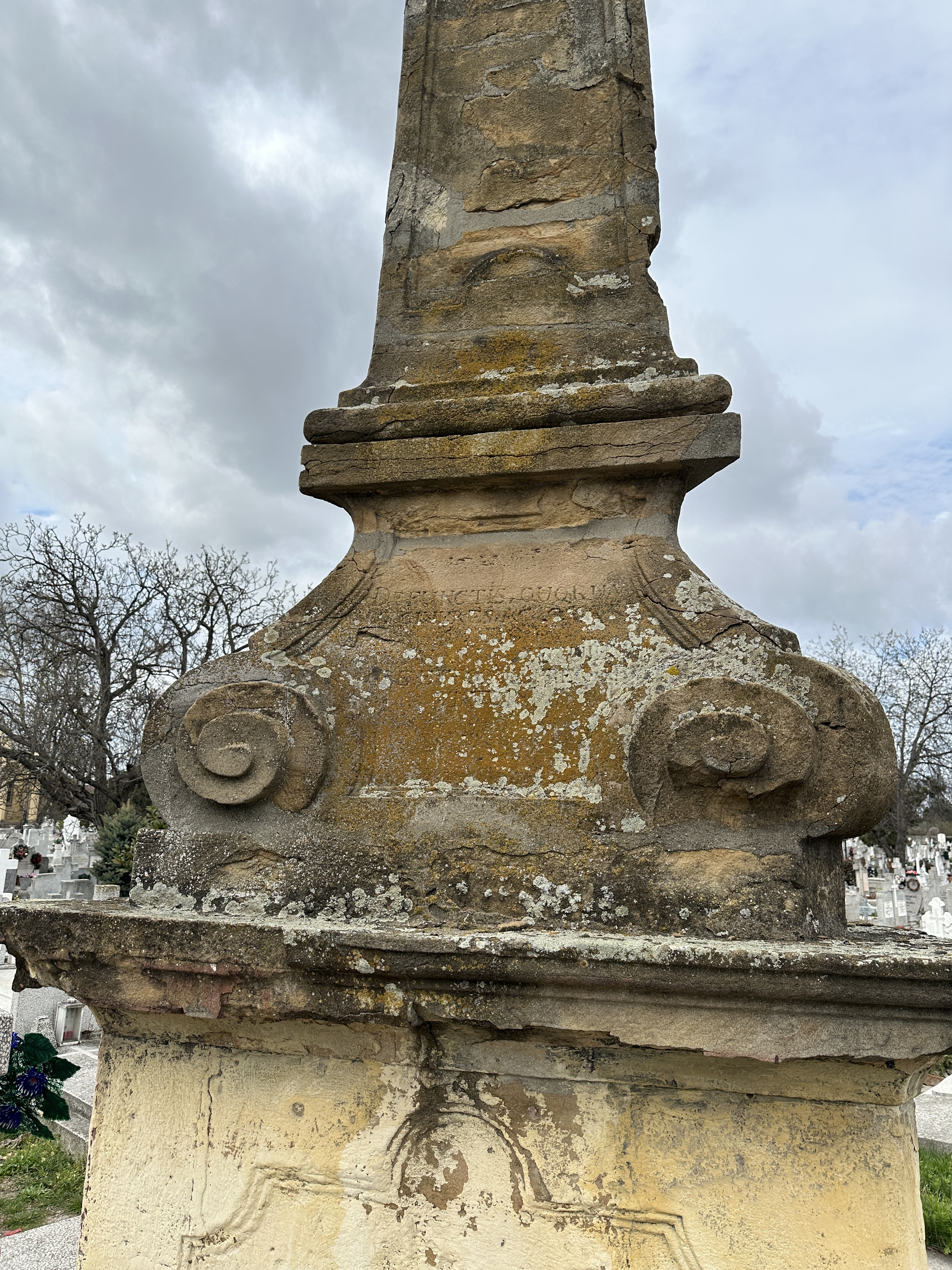

- Defunctis, quorum hic Cineres ac ossa recondo, Aeternam requiem ore et corde precare viator

Pentru pacea eternă a decedaților ale căror cenușă și oseminte le ascund, călătorule, roagă-te cu grai și inimă